# Phyllophaga blackwelderi
Phyllophaga blackwelderi är en skalbaggsart som beskrevs av Saylor 1940. Phyllophaga blackwelderi ingår i släktet Phyllophaga och familjen Melolonthidae. Inga underarter finns listade i Catalogue of Life.